# Microhyla fusca
Microhyla fusca là một loài ếch trong Microhylidae. Chúng là loài đặc hữu của Việt Nam.
Các môi trường sống tự nhiên của chúng là đầm nước, đầm nước ngọt, và đầm nước ngọt có nước theo mùa. Tình trạng bảo tồn của nó hiện chưa đủ thông tin.